# Maschgenkamm
Maschgenkamm är en bergstopp i Schweiz.   Den ligger i distriktet Wahlkreis Sarganserland och kantonen Sankt Gallen, i den östra delen av landet, 140 km öster om huvudstaden Bern. Toppen på Maschgenkamm är 2 019 meter över havet.
Terrängen runt Maschgenkamm är bergig åt nordost, men åt sydväst är den kuperad. Närmaste större samhälle är Flums, 7,2 km öster om Maschgenkamm. 
I omgivningarna runt Maschgenkamm växer i huvudsak blandskog. Runt Maschgenkamm är det ganska tätbefolkat, med 60 invånare per kvadratkilometer.